# John Milton (politico 1756)
John Milton (Carolina del Nord, 1756 circa – Georgia, 19 ottobre 1817) è stato un politico, rivoluzionario e militare statunitense.

## Biografia

### Attività rivoluzionaria
Nativo della Carolina del Nord (la famiglia Milton afferma di discendere dal poeta John Milton, ma non vi sono prove concrete di ciò), probabilmente si trasferì giovanissimo in Georgia come colono nelle terre in precedenza appartenenti a Creek e Cherokee. John Milton si arruolò poi nell'esercito continentale nel 1776 all'età di circa vent'anni, venendo stanziato a Fort McIntosh, in Georgia. Quando il forte si arrese agli inglesi all'inizio dell'anno successivo Milton e la guarnigione vennero presi prigionieri; Milton venne rilasciato nel novembre successivo con la promessa di non riprendere le armi contro i britannici, scegliendo di tornare in Georgia e venendo promosso capitano.
Guadagnatosi la fiducia dell'amministrazione locale e nominato segretario di Stato georgiano, quando nel 1778 gli inglesi attaccarono Savannah il governatore John Houstoun affidò a Milton tutti i documenti e le corrispondenze rivoluzionarie. Fuggì quindi in Carolina del Sud, nascondendosi coi documenti prima a Purrysburg e poi a Charleston per non farli cadere in mani nemiche. Visto l'ormai prossimo assedio di Charleston, il generale Benjamin Lincoln ordinò a Milton di andarsene e trovare un nuovo nascondiglio per le carte segrete; inseguito dai britannici per tutta la Carolina del Nord, attraversò la Virginia e si rifugiò infine ad Annapolis, nel Maryland, dove nascose una volta per tutte il suo carico fino alla fine della guerra.

### Carriera politica
L'avventuroso viaggio per portare al sicuro gli atti amministrativi rivoluzionari gli valse la gratitudine dello Stato della Georgia, che lo confermò Segretario di Stato, carica che ricoprì fino alle dimissioni nel 1799. Fu tra i membri fondatori della branca georgiana della Società dei Cincinnati. Tornato a combattere, partecipò alla fallimentare battaglia di Camden e poi alla guerriglia anti-britannica nelle paludi del Profondo Sud.
Dopo la fine della guerra fu tra i principali animatori della vita politica georgiana, e fu tra coloro che ratificò la costituzione americana nel 1788. A testimonianza della sua popolarità, alle prime elezioni presidenziali americane ricevette due voti dai grandi elettori georgiani. Era un forte sostenitore dello schiavismo, tanto che approvò leggi che favorivano la cattura e l'uccisione degli schiavi fuggiti durante la guerra.
Nel 1792 fu eletto sindaco di Augusta, carica che mantenne fino a un anno imprecisato. Si dimostrò uno dei più capaci politici georgiani, e la sua reputazione non fu danneggiata dagli scandali politico-finanziari degli anni 1790 (segnatamente lo scandalo dello Yazoo). Rimase uno strenuo oppositore britannico, e un forte sostenitore della Francia rivoluzionaria, giustificando anche gli eccessi del regime del Terrore.
In seguito alla caduta di numerosi politici georgiani a causa dello scandalo dello Yazoo, a Milton venne offerta la carica di governatore della Georgia, ma la rifiutò. Entrato in contrasto col nuovo governatore James Jackson, optò per dimettersi dal proprio incarico di Segretario di Stato nel 1799 al fine di evitare una revoca o la possibilità di non essere rieletto.

### Morte e discendenti
Milton si ritirò quindi nelle sue vaste proprietà terriere, vivendo il resto della vita come agiato piantatore e potendo contare sul lavoro di decine di schiavi. Affetto da artrosi fin dagli anni 1790, ne morì nel 1817. Alcuni decenni più tardi gli venne dedicata la contea di Milton.
I suoi discendenti furono altrettanto illustri: il nipote John Milton II fu governatore della Florida e un'importante figura politica della guerra di secessione, il pronipote Jeff Milton fu un famoso sceriffo del West e infine William H. Milton fu senatore nel XX secolo.